# Clan Tchiali

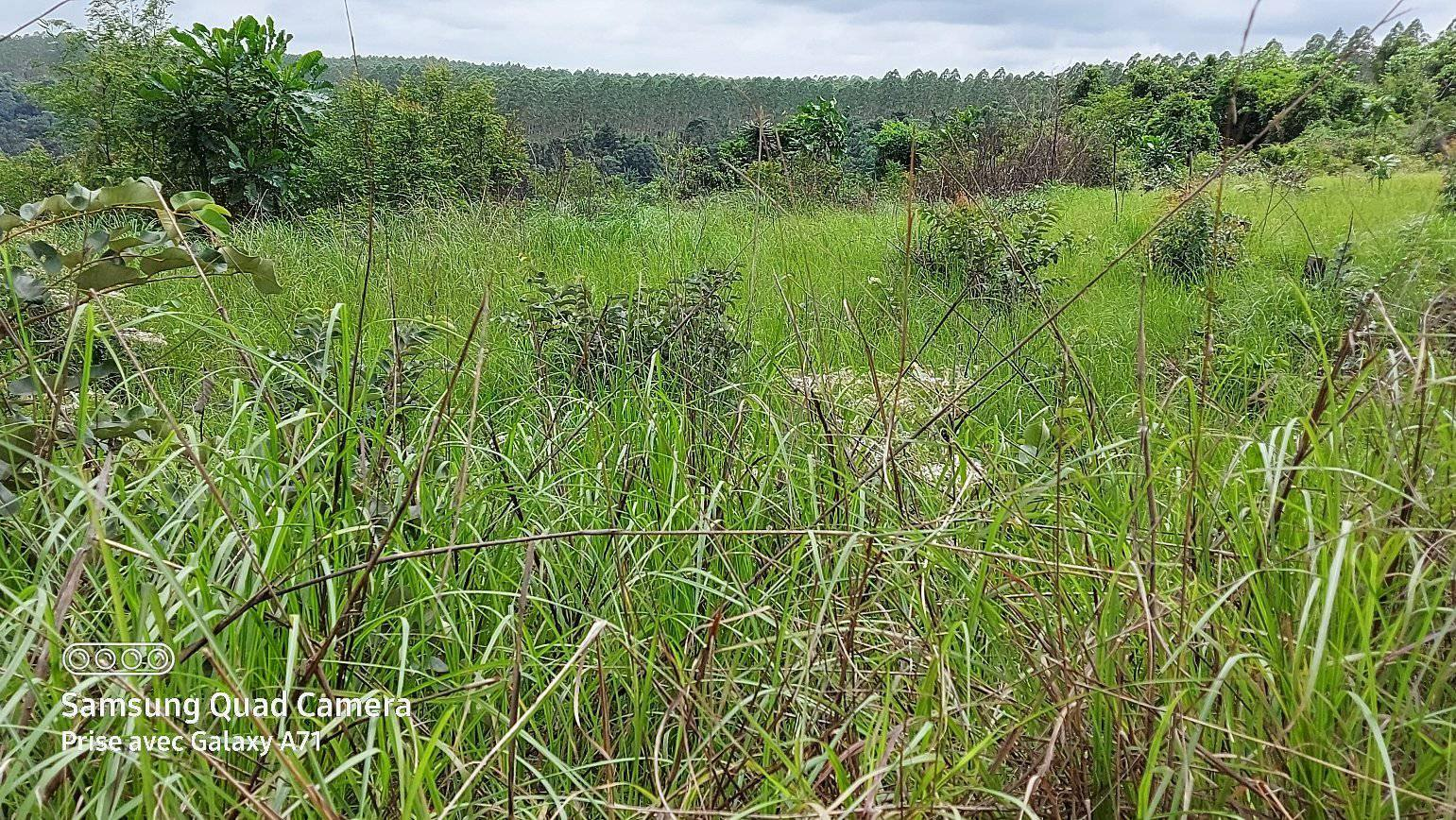
Plaine de Foramine 2 vue du village Foramine 1

Le clan Tchiali en langue tchivili li-kahànd li Tchiali, est l'un des vingt-sept (27) clans primordiaux Kongos de Bouali, l'ancienne capitale du royaume de Loango. Cette capitale correspond actuellement au village de Diosso.
Le clan Tchiali est par voie chronologique, et à une ère non déterminée, le tout premier occupant du village Bilala (Wand li Buali).
Le clan se distingue par :
- son nom
- son origine
- un ou plusieurs emblèmes
- un slogan
- un terroir avec des attributs de souveraineté

## Toponymie
Le toponyme de la plaine de Tchiali (Cia:li) signifie « pitié ». Ce bourg est à cheval sur le tuyau collecteur d'eau venant du lac Ngouamboussi. Ce fut autrefois le domaine d'un génie éponyme qui contenait une palmeraie, des champs d'arachides et de manioc et un cours d'eau. Tout au fond de la plaine, se trouve une futaie représentée par quatre arbres devenus Tchibila (sanctuaire), où l'on jetait les morts présentant des signes extraordinaires (yeux ouverts, bouche béante, appareil génital mâle en érection, ligne rouge sur le front...).
Ngouambissi vient de "Nguambe" (famine) et "Si" (pays). Ce nom signifierait pays de famine. Situé au nord de Mongo Nkamba, ce lac aux multiples sources souterraines fournit de l'eau à la ville de Pointe-Noire. 
Selon la tradition orale, ce lac serait le domaine de deux génies frère et sœur. Celle-ci aurait vendu son eau aux européens. En conséquence de quoi, une violente dispute aurait éclaté au sein de la fratrie, entraînant la division du lac en deux parties par une digue de terre. Sur le site dévolu à la sœur se trouvant vers le quartier de Siafumu, en contrebas de Mongo Mpuku, a été construite une usine de traitement des eaux usées. La pêche n'y est pas très fructueuse.

## Présentation anthropologique et historique

### Origine et terroir
À l'instar de tous les autres clans de la région du Kouilou, voire de tous les groupes ethniques et linguistiques du sud de la république du Congo, les aieux du clan Tchiali sont originaires de Kongo-Dia-Nthotela (Kongo du roi) ou Kongo-Dia-Ntété (Kongo des origines). Ils seraient partis des terres des anciens royaumes de Ngoyo ou Kakongo dans l'actuel Cabinda. Ces aïeux, se retrouvent par voie migratoire à Bilala (Wand li Buali).
L'un d'entre eux, exténué par les longues marches à la recherche d'un site favorable à l'agriculture, préférera s'y impatroniser en s’adjugeant sans aucune rivalité, une très grande étendue de terre devenue de nos jours, l'un des très populeux faubourgs de l'arrondissement no 4 de la capitale économique Pointe-Noire, Loandjili et appelé quartier Tchiali
Loandjili est le nom de l'ancienne capitale de la dynastie des Buvandji C'est devenu par la suite le nom d'une des sept (7) provinces du royaume de Loango, située non loin de Mbanda (actuel site de Pointe-Noire) et voisine des provinces de Mampili et de Ngakanu.
Le ma-Loandjili (gouverneur de la province de Loandjili) est choisi parmi les sept clans primordiaux qui portent le nom des sept ancêtres qui imposèrent leur pouvoir sur la région. Il s'agit de Tchimina tchiloandjili qui épousa les six suivantes : 
- Sumba liloandjili
- Mongo Mbanda
- Tchiali
- Tchifumba
- Tchinkutu
- Tchibumba

Les membres de ces sept clans étant parents, ils ne peuvent se marier entre eux, à l'exception des clans Tchimina et Mongo Mbanda.

### Mode de vie des ancêtres de Tchiali et cession
De par leur position de premiers occupants de Bilala, les aïeux du clan Tchiali menaient une vie communautaire des plus harmonieuses, auréolée d'une hospitalité et d'un esprit d'équité séculaires. Ce sont eux qui cédèrent aux Ma-Loango (Rois de Loango), deux parties de leurs terres, devenues depuis, des lieux sacrés pour le royaume:
- Tchibang-bang[4]: Située au nord-ouest de Pointe-Noire, sur la route de Bas-Kouilou, ce site est destiné à enterrer les Ma-Loango et les membres de leurs familles.
- La résidence temporaire du Roi, située dans ledit village de Bilala, à environ cinq kilomètres de Tchibang-bang[4].

Cette faveur que le clan Tchiali accorda au royaume, lui vaudra à titre de reconnaissance traditionnelle, le privilège de prendre une part prépondérante dans la cérémonie d'intronisation du roi.

### Emblème, slogan et totems

#### L'emblème
En tchivili, l’emblème se dit Vil. Celui du clan Tchiali est la perdrix, en vili Nguali. Les ascendants et les descendants du clan ne peuvent en aucun cas ni le toucher, ni le manger. De plus, il leur est formellement interdit de marcher sur son passage, sous peine de se faire tacheter tout le corps par une sorte de teigne difficilement guérissable par la médecine tradipraticienne. 
La perdrix est le symbole du respect inviolable des lois du clan.

#### Slogan
Le slogan se dit Mpess en vili. Celui du clan Tchiali est: N'Ziuk Ndjili, un nom composé des deux mots:
- - N'Ziuk du verbe kuzihul signifiant déterrer et par extension, quelque chose de mythique (génie, arbre, cours d'eau...) qui soudainement jaillit ou sort du sol.
  - Ndjili: le ndjili est une corde très résistante faite par le tressage de l'écorce d'un arbuste de même nom.

Les pêcheurs de la côte maritime du royaume de Loango utilisaient autrefois cette corde pour tirer le filet à la senne. Le ndjili, c'est le symbole de la résistance, de l'endurance et de la bravoure des aïeux du clan Tchiali, qualités qu'ils ont exercées lors de longues marches à la recherche de bonnes terres.
Autrement, le slogan N'Ziuk Nd'Djili, veut dire "Celui qui repêche par pitié (Tchiali en vili) et avec dextérité et endurance une personne qui se trouve dans une situation délicate". Les aieux du clan Tchiali, dans leur prééminence lors de leur arrivée dans Bilala, ont illustré ces actes d'assistance, par l'accueil et l'octroi de terres à ceux de leurs congénères qui sont arrivés a posteriori dans le village, à savoir: 
- - Le clan Tchimagni
  - Le clan Tchi-Ntchissi
  - Le clan Tchimpanana
  - Le clan Kayi-Silu
  - Le clan Sabi
  - Le clan Bivumbi
  - Le clan Bulongu
  - Le clan Tchiulu

#### Totem
Le totem est appelé :Kissi en vili. Celui du clan Tchiali est la perdrix tout comme son emblème. Il représente l'ancêtre ontologique et a pour vertu de protéger celui-ci

#### Attributs de souveraineté
La prééminence du clan Tchiali sur les terres de Wand li Buali lui ont conférée des attributs de souveraineté dont la preuve demeure implacable. Il y a d'abord le cimetière dit "cimetière des chrétiens", le plus grand du village, ses nombreux bosquets-sanctuaires (Tchibila au singulier et :Bibil au pluriel), la perception de la dîme issue de la récolte sur son terroir des produits issus de la cueillette, de l'agriculture et de la chasse. Il y a également ses plateaux, ses plaines, ses vallées et vallons, ses étangs, ses forêts et clairières...
Les bosquets-sanctuaires du clan Tchiali sont inviolables. Leur pénétration implique au préalable une permission de la part des ayants droit. Ces lieux sont sacrés. Ainsi, tout téméraire qui s'y aventure soit par entêtement ou soit par curiosité est frappé ipso facto d'un égarement, qui le rend inconscient. 
Pour la recouverte et le retour à la vie normale du contrevenant, un dédouanement parrainé par des rites ancestraux est de rigueur.

## Limites du terroir
Le patrimoine terrien du clan Tchiali est limité:
- au nord-est, par les terres des clans Tchidumb' Tchi-Kondi, Mbamba et Mvumvu
- à l'est par les terres des clans Kayi-Silu et Sabi
- à l'extrême sud et au nord-ouest par les terres du clan Tchimagni

Les repères de délimitation de l'espace territorial du clan Tchiali par rapport au clan voisin de Tchimagni, du nord-ouest au sud-ouest sont les suivants:
- L'arrière de Tchibang-Bang
- Le poteau en béton portant le numéro 120, érigé par la société pétrolière SPAEF[6],[7], lors de ses relevés topographiques en 1957
- L'arbre à raisins sauvages appelé Mvout en Vili[8] [note 1], qui se dresse sur la piste qui mène à la plage de Tchivesso
- Le manguier du bosquet dit Tchissossou-Tchimouak'-Noumvou où se trouvait le sanctuaire (Tchibil') du clan Tchimagni à Bilala. Ce sanctuaire a été rasé par la société ECO - Eucalyptus du COngo - (gestion des plantations d'eucalyptus, matière première de la pâte à papier) confirmant le peu de considération pour ces repères traditionnels.
- La résidence temporaire du Ma-Loango
- Le palmier historique de Mavoussa

Les repères précités mis bout à bout montrent que le patrimoine terrien de Tchiali est le plus grand de Bilala. En revanche, dans celui de son homologue Tchimagni, les plateaux et les plaines ont été quasiment engloutis par les gorges de Kounga, frontière commune des deux clans.

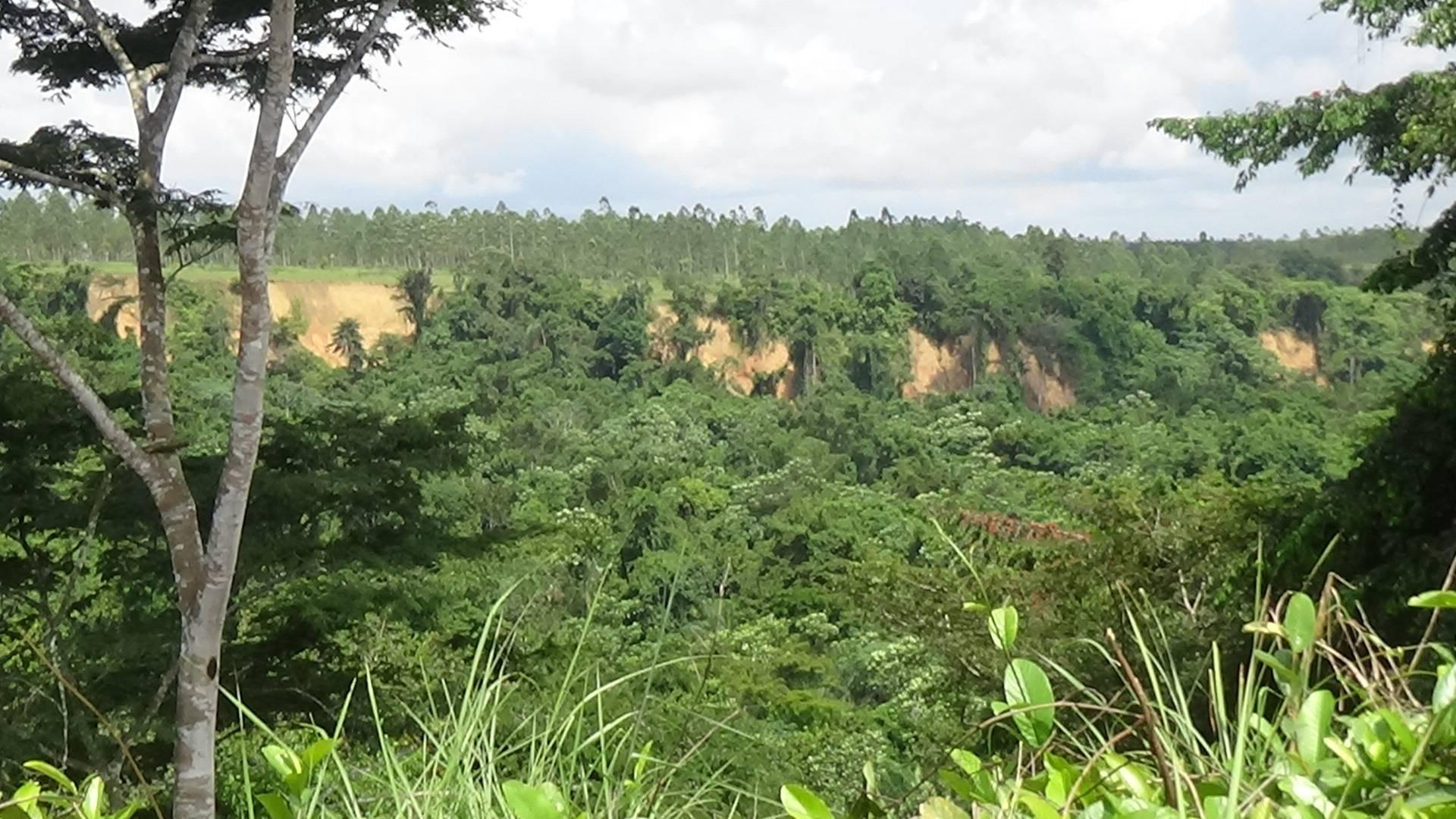
Village de Foramine avec en arrière plan les gorges de Kounga

Tchimagni n'est plus aujourd'hui qu'une mince frange terrestre périphérique sur laquelle la société ECO, a disséminé ses plantations d'eucalyptus.

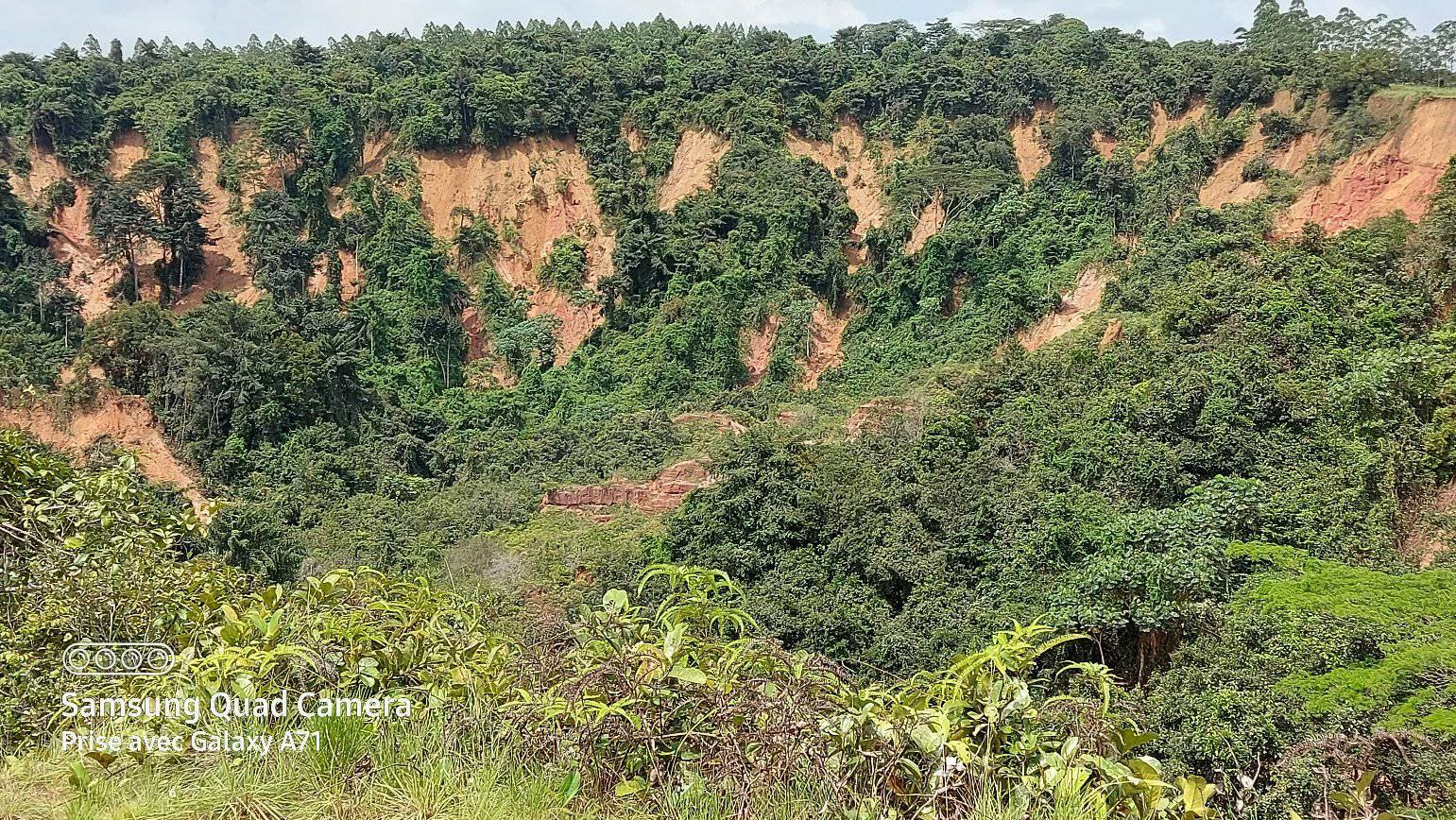
Gorges de Kounga

Notons également que les terres du clan Tchimagni ne sont pas traversées par la route nationale no 5 (RN 5) et qu'elles sont loin du lotissement entrepris anarchiquement par l'association pour la reconstruction du village de Bilala. La zone occupée par cette dernière est la propriété à part entière de Tchiali dont les terres se prolongent à gauche de Tchibang-Bang de l'autre côté de la RN 5, à hauteur des gorges de Tchiounga et des sites de Mayimbi, Mbala, Kadal' Loual, Ngouampéné, Nkoka, lesquels pour la plupart servent de frontière à Tchiali avec les clans Mbamba, Mvumvu, Lumpunzu, Tchidomb'-Tchi-Kondi...

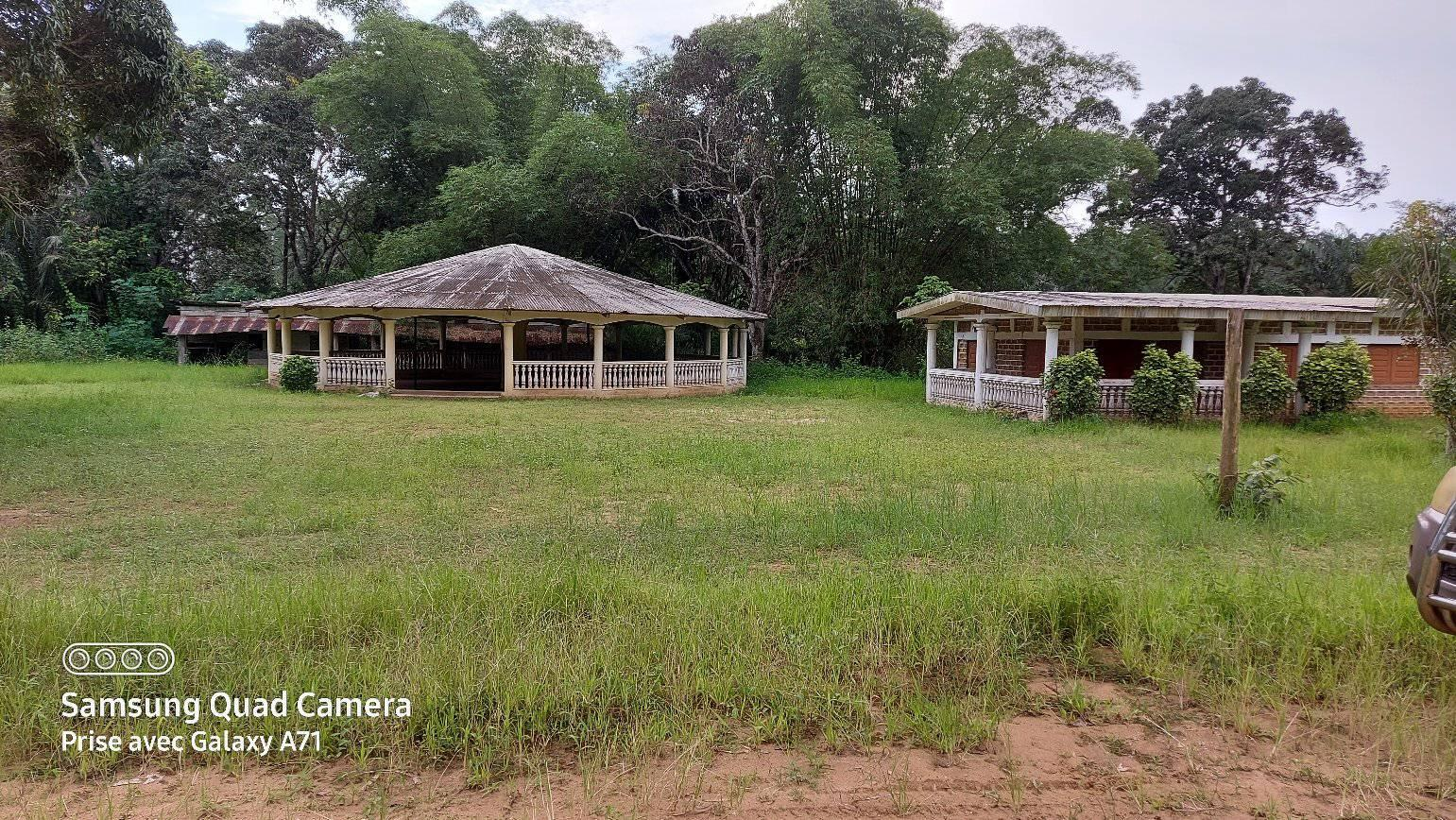
Lotissement entrepris anarchiquement par l'association pour la reconstruction du village de Bilala

Monsieur Gabriel Tchingobo-Missamouth, agent municipal, descendant du clan Sabi est le fils de Prosper Tchingobo-Mbouiti, décédé en 1966. Ce dernier était l'oncle du ministre du travail du gouvernement Youlou, Germain Théodore Bicoumat, frère aîné de la mère de Jean-Théodore Pouaboud (maire de la ville de Pointe-Noire entre 1993 et 1994), du clan Tchigang' Mafouka, dont le terroir est situé aux environs de Madingo-Kayes.
Prosper Tchingobo-Mbouiti était un cultivateur du clan Tchingou-Tchibembou, dont le terroir est localisé dans le district de Madingo-Kayes. Habitant initialement à Ngand'-Mpili (environs de Mongou-Ntandou dans le district de Hinda), il s'installera par la suite à Tchiyendji, un des bourgs de Diosso. L'administration coloniale le nommera chef de canton supérieur, entre 1939 et 1945, avec pour résidence Bilala. Il convolera en secondes noces avec une femme du clan Tchiali. De cette union, naîtront plus de trois enfants, raffermissant ainsi les liens entre ce membre du clan Tchingou-Tchibembou et le clan Tchiali.
Les limites ci-dessus ont été librement données par Gabriel Tchingobo-Missamouth, en sa qualité de président du comité du village de Bilala, le 27 février 1997 au siège de l'Association régionale des terriens du Kouilou (ARTK) et confirmées par la mission du clanTchiali, que le bureau de l'ARTK avait envoyé sur les lieux, le 27 septembre 2002, afin de répertorier les repères délimitant son patrimoine aux fins de protéger contre toute violation ou usurpation et expansionnisme.
Parmi les membres de cette mission figurait, Joseph Mavoungou dit Adamo, lequel demeurait le dernier détenteur de la vraie histoire du clan Tchiali et du village de Bilala; lieu dans lequel il est né et où il a passé les trois quarts de son existence.
Le doyen Adamo a hérité de l'historique du clan Tchiali et de Bilala par transmission orale de la part de son oncle Mpouabou-Li-Ngoma dit Pical, auprès de qui il a passé une bonne partie de sa jeunesse, respectivement à Tchiboul'-Yenga et Mboulou-Mpoupi, deux bourgs de Bwali, la capitale de l'ancien royaume de Loango.
Pical, dernier aïeul du clan Tchiali, personnage mythique, n'avait qu'un seul œil et mourut en 1950 à Mboulou-Mpoupi. Ses descendants exécutèrent sa dernière volonté en l'inhumant sur ses terres, précisément au cimetière des chrétiens à Wand-Li-Buali où, de nos jours, un vieil arbre quasi séculaire fait office de stèle, remplaçant ainsi sa tombe presque effacée.
Voici pour mémoire, quelques noms de contemporains, membres du clan Tchiali et connus du vieux Pical:
- Eugénie Soungou Makaya dit Ya Ngoual'
- Mkouik' M' Tchiakou
- Tati-Li-Nkouba (Félix Mabiala-Tati à l'état civil)
- Mouendou-Tati Charlotte dit Mâ Calotte
- Loemb père d'Adamo
- Léon Nombo
- Georges Pambou alias petit poisson
- Moe-Li-Nkomi (Ernest Mavoungou à l'état civil)
- Mbatchi (Mouendou-Nzambi)
- Mpemb'-Dossou
- Mpemb'-Ngang

D'autres migrants externes aux Tchiali, sont également venus s'installer à Wand-Li-buali. Il y a notamment des membres des clans Kouendi, Tchioungou ou encore Tchilambou-Liambou.
Dans la région du Kouilou, toute personne n'ayant pas les attributs de souveraineté dans le village où il a été accueilli, n'est qu'un résident et s'appelle en langue vili Nthundji.

## Bilala
Bilala ou encore en langue Vili Wand-Li-Bwali, est un faubourg de Bwali (Loango ou encore Mbanza Loandjili), la capitale du Royaume de Loango.

### Repères spatio-temporels
Bilala appelé Wand-Li-Bwali en langue Vili et signifiant le sud de Bwali était le faubourg le plus tonitruant de Bwali, la capitale du Royaume de Loango. Ses belles créatures féminines, qui faisaient de ce village, le creuset des futaies de la contrée, ses intrépides et infatigables tambourinaires, ses chanteurs, ses compositeurs et ses danseurs, sa vigoureuse jeunesse avide de bagarres et de performances physiques, ses braves pêcheurs, ses talentueux féticheurs et guerisseurs, tous, faisaient sa renommée. Il fallait redoubler d'audace et de témérité pour s'aventurer dans Bilala pour y trouver l'âme soeur.
Wand-Li-Bwali fait partie intégrante du terroir du clan Tchiali, qui en tant que propriétaire terrien, est affilié à l'Association régionale des terriens du Kouilou (ARTK).
Hormis Tchivesso, son campement de pêcheurs qui se trouvait à la plage du même nom et quelques autres petits hameaux parmi lesquels Tchibota, Kayi-Silu, Bilala était composé de deux grands quartiers:
- Wand-Li-Bwali à proprement parler
- Mbat'-Ngondi

#### Le quartier Wand-Li-Bwali
Le quartier Wand-Li-Bwali s'étendait beaucoup plus sur les terres de Tchimagni, plus exactement sur le plateau qui mène à la plage de Tchivesso. De nos jours, ce quartier a complètement disparu, ainsi que tous les indices fiables pouvant servir de repères. En effet, le site est entièrement occupé par les plantations d'eucalyptus de la société ECO (Eucalyptus du COngo s.a.), en vue de l'hypothétique construction d'une usine de pâte à papier,.

#### Le quartier Mbat'-Ngondi
Le quartier Mbat'-Ngondi, le plus grand du village, occupait la quasi-totalité des restes encore visibles de l'actuel Bilala. Ce quartier s'étendait de la boucle formée par la nationale 5, et de part et d'autre de cette dernière, avec la grande artère construite par la société ECO. Ladite artère fait ceinture du nord au sud du village et débouche à quelques encablures de Mavoussa; lieu historique situé à la sortie de Bilala en direction de Diosso.
Mavoussa était le lieu de rencontres ds jeunes du village, avec leurs homologues des villages avoisinants afin de régler leurs différends par des bagarres.
Hélas, depuis un peu plus d'un demi-siècle, les épidémies et l'exode rural ont inexorablement sapé le dynamisme de ce gros bourg, qui ne compte plus de nos jours, qu'une vingtaine d'âmes.